# ستانلي آدامز
ستانلي آدامز (بالإنجليزية: Stanley Adams)‏ (و. 1915 – 1977 م) هو ممثل، وكاتب سيناريو، وممثل تلفزيوني، من الولايات المتحدة الأمريكية، ولد في مدينة نيويورك، توفي في سانتا مونيكا، كاليفورنيا، عن عمر يناهز 62 عاماً.

## وصلات خارجية
- ستانلي آدامز على موقع IMDb (الإنجليزية)
- ستانلي آدامز على موقع ألو سيني (الفرنسية)
- ستانلي آدامز على موقع أول موفي (الإنجليزية)
- ستانلي آدامز على موقع قاعدة بيانات الأفلام السويدية (السويدية)
- ستانلي آدامز على موقع قاعدة بيانات الفيلم (الإنجليزية)
- ستانلي آدامز على موقع كينوبويسك (الروسية)